# Baréin en los Juegos Olímpicos de la Juventud 2018
Baréin está programado para participar en los juegos Olímpicos de la Juventud 2018 en Buenos Aires, Argentina a partir del 6 de octubre al 18 de octubre de 2018.

## Levantamiento de pesas
Baréin recibió una cuota del comité tripartito para competir en halterofilia.